# Ryūzaburō Umehara
 (mars 2021).
Si vous disposez d'ouvrages ou d'articles de référence ou si vous connaissez des sites web de qualité traitant du thème abordé ici, merci de compléter l'article en donnant les références utiles à sa vérifiabilité et en les liant à la section « Notes et références ».
Pour les articles homonymes, voir Umehara.
Ryūzaburō Umehara (梅原 龍三郎, Umehara Ryūzaburō), 9 mars 1888 à Kyoto – 16 janvier 1986 à Tokyo, est un peintre japonais du style yō-ga (style occidental). Il fréquente l'académie des arts de Kansai à Kyoto et l'Université des arts de Tokyo.

## Biographie
En 1908, Ryūzaburō Umehara part à Paris, en France, pour étudier l’art et s’inscrit à l’Académie Julian. Il rencontre le peintre Auguste Renoir l’année suivante et devient son élève.
En 1914, il participa à la fondation de la Société artistique Nika-kai, et,  en 1922, la Shunyōkai.
En 1935, il est élu à l’Académie impériale des Beaux-Arts (Teikoku Bijutsu-in).
De 1944 à 1952, il est professeur à l'université de Tokyo.
En 195?, il crée une section de peinture de style occidental (Yō-ga)) au sein de la Société nationale de Création picturale (Kokuga Sôsaku Kyôkai).
En 1952, il reçoit l'Ordre du Mérite culturel et le prix Asahi de la culture, quatre ans plus tard.
Parmi ses œuvres célèbres, on peut citer Femme au bonnet (1908), Collier (1913), Paysage de Naples (1912), Nu assis (1921) et les paysages Kirishima (1937), L'île de Sakura (1937) et Le mont Asama (1950).